# Lissosculpta basalis
Lissosculpta basalis är en stekelart som först beskrevs av Morley 1915.  Lissosculpta basalis ingår i släktet Lissosculpta och familjen brokparasitsteklar. Inga underarter finns listade i Catalogue of Life.